# Bitare
Le bitare (ou njwande, yukutare) est une langue bantoïde méridionale, de la branche tivoïde, parlée dans l'Adamaoua au Cameroun, dans le département du Mayo-Banyo, près de Banyo. En 2020, le nombre de locuteurs était estimé à 52 000.